# 過度
| ウィキペディアには「過度」という見出しの百科事典記事はありません（タイトルに「過度」を含むページの一覧/「過度」で始まるページの一覧）。 代わりにウィクショナリーのページ「過度」が役に立つかもしれません。 |